# Christian Ramota
Christian Ramota (* 14. April 1973 in Köln-Lindenthal) ist ein ehemaliger deutscher Handballtorwart.

## Karriere
Ramota begann erst im vergleichsweise späten Alter von 15 Jahren mit dem Handballsport, doch schon drei Jahre später spielte er für den VfL Gummersbach und schaffte in seiner zweiten Saison den Sprung in die Profimannschaft. Sein Länderspieldebüt gab er am 26. November 1993 in Karlsruhe beim Spiel gegen die Schweiz. Seine größten Erfolge waren der Gewinn der Deutschen Meisterschaft mit dem TBV Lemgo (2003) sowie der EM-Titel 2004 mit der Nationalmannschaft. Ebenfalls nahm er an den Olympischen Spielen 2004 teil, bei der er mit der Mannschaft die Silbermedaille errang und dafür am 16. März 2005 mit dem Silbernen Lorbeerblatt ausgezeichnet wurde. Insgesamt bestritt er 456 Bundesligaspiele, in denen er 296 Siebenmeter parierte.
Ramota bereitete sich schon während seiner aktiven Karriere intensiv auf sein späteres Berufsleben vor. Der ausgebildete Bürokaufmann und studierte Betriebswirt absolvierte nach dem Ende seiner sportlichen Laufbahn 2008 und 2009 ein Trainee-Programm für Franchisenehmer bei McDonald’s in der Schweiz. Heute leitet er vier Restaurants dieser Kette in St. Gallen, Gossau SG, Zuzwil SG und Sirnach.
Im September 2010 feierte Ramota nach zwei Jahren Abstinenz vom Handballsport ein überraschendes Comeback in seiner Wahlheimat St. Gallen. Weil der TSV St. Otmar St. Gallen seinen Stammtorwart durch Verletzung verlor, sprang Ramota für vier Monate als Ersatztorwart ein.

## Sonstiges
Ramota trägt den Spitznamen „Eros“. Diese Bezeichnung kam von seinem ehemaligen Mitspieler Alfred Zlattinger, der diesen Spitznamen in Verbindung mit dem Nachnamen Ramota ausgedacht hatte, da dieser wie der Name Eros Ramazzottis klinge.

## Erfolge
Nationalmannschaft
- Silbermedaille bei Olympia 2004
- Europameister 2004
- Vize-Weltmeister 2003
- Vize-Europameister 2002
- Supercup-Gewinner 2001

Verein
- Deutscher Meister 2003 (TBV Lemgo)
- DHB-Pokalsieger 2002 (TBV Lemgo)
- Euro-City-Cup-Sieger 2000 (TV Großwallstadt)

Quelle